# Ahrensburger TSV
Der Ahrensburger Turn- und Sportverein von 1874 e. V. (ATSV) ist ein Sportverein in Ahrensburg. Der ATSV ist mit über 4000 Mitgliedern der größte Sportverein des Kreises Stormarn und der fünftgrößte Schleswig-Holsteins. Der Verein ist Mitglied im Landessportverband Schleswig-Holstein und im Kreissportverband Stormarn sowie in diversen Fachverbänden des Hamburger Sportbundes.
Der ATSV hat Abteilungen für Badminton, Basketball, Fußball, Handball, Herzsport, Inlineskaten, Leichtathletik, Karate, Schwimmen, Tanzsport, Tennis, Tischtennis, Turnen, Volleyball sowie einen Spielmannszug. Die Turnabteilung ist in die Sparten Cheerleading, Folklore, Gymnastik für Erwachsene, Judo, Kinder- und Jugendturnen, Prellball, Ski, Square-Dance, Schach, Wandern und Sportabzeichen untergliedert. Jüngste Sportart im Angebot des ATSV ist seit November 2009 das Boxen.
Mit einem Vereins- und Jugendhaus, einem Tanzsportzentrum sowie einer Tennisanlage verfügt der ATSV über eigene Sportanlagen am Reeshoop.

## Geschichte
Der ATSV wurde am 10. Juli 1874 gegründet. Bereits nach acht Jahren kam es am 28. Juli 1882 zur Auflösung des Vereins, der drei Tage später als Ahrensburger Turner Bund v. 1882 neu ins Leben gerufen wurde. 1883 wurde der Zusatz „v. 1882“ gestrichen. Im Jahr 1911 wurden die ersten Frauen aufgenommen. 1943 schlossen sich der Ahrensburger Turnerbund, der Sportklub Ahrensburg und der Ahrensburger Tennis- und Hockeyclub unter dem heutigen Namen zu einem Großverein zusammen. Drei Monate nach Kriegsende, am 23. August 1945, trafen sich Ahrensburger Männer und Frauen in der Gastwirtschaft von Hermann Brandt zur Neugründung eines Sportvereins. Der neu gegründete Ahrensburger Turn- und Sportverein v. 1874 e. V. löste den durch die Militärregierung aufgelösten alten Verein ab.

## Erfolge
Sportliche Erfolge gab es vor allem in der Handball-, der Tischtennis- und der Leichtathletikabteilung.
Die Handballmänner des ATSV feierten 2003 und 2005 jeweils die Hamburger Meisterschaft in der damals viertklassigen Oberliga und spielten in der Spielzeit 2003/04 sowie von 2005 bis 2007 in der drittklassigen Regionalliga Nordost. Das Frauenteam spielte in den Saisons 2002/03, 2004/05, 2006/07 und 2008/09 in der Regionalliga und wurde in den Jahren 2004 und 2008 Hamburger Meister. Die Frauen spielen in der Saison 2010/11 in der neuen viertklassigen Handball-Oberliga Hamburg – Schleswig-Holstein.
Die Leichtathleten stellten mit Christopher Hallmann 2010 den Deutschen Hallenmeister im Siebenkampf. Im Jahr 2004 nahm der inzwischen für den TSV Bayer 04 Leverkusen startende Zehnkämpfer Stefan Drews an den Olympischen Sommerspielen in Athen teil. Die Weitspringerin Nadja Käther, bis 2009 Mitglied im ATSV und inzwischen für den Hamburger SV am Start, wurde 2010 Deutsche Juniorenmeisterin und Deutsche Vizemeisterin bei den Frauen.
Die Fußballer des ATSV spielten in der Saison 1957/58 sowie von 1959 bis 1962 in der Amateurliga Hamburg, der damals zweithöchsten Spielklasse.
Bereits in der Spielzeit 1952/53 spielte die Damen-Tischtennismannschaft in der Stadtliga der damals höchsten Spielklasse. Seit 1971 Teil der Spielgemeinschaft TTG 207 mit dem SV Großhansdorf, spielte sie unter dem Namen TSV Ahrensburg von 1981 bis 1988 in der 2. Bundesliga Gruppe Nord, wurde dort 1988 Meister und spielte daraufhin für ein Jahr in der 1. Bundesliga. 1989 folgte der Abstieg und ein weiteres Jahr in der 2. Bundesliga. In der Spielzeit 2021/22 spielt die erste von zehn Herren-Mannschaften der TTG 207 in der Verbandsoberliga Nord, während das erste von drei Damen-Teams in der Hamburg-Liga antritt. Zudem nehmen eine Jungen-U18-, fünf Jungen-U15- und drei Mädchen-Mannschaften am Spielbetrieb teil.
Die Basketball-Frauen des ATSV spielten von 1983 bis 1988, von 1990 bis 1992 sowie in der Saison 1994/95 in der 2. Bundesliga Nord. 1995 wurde aufgrund personeller Probleme auf die weitere Teilnahme an der 2. Bundesliga verzichtet und ein Neuanfang in der Oberliga Hamburg gestartet. In der Saison 2014/15 gelang erneut der Aufstieg in die 1. Regionalliga Nord.

## Fußball
Die Ligamannschaft des ATSV spielte vom Jahre 1955 bis 1993 in der Landesliga Hammonia bzw. Landesliga Hansa und konnte ein paar Mal sogar den Aufstieg in die Amateurliga Hamburg bzw. Verbandsliga Hamburg feiern. Dann meldete der ATSV den Spielbetrieb ab und startete in der Kreisklasse neu. Nach einigen Aufstiegen kehrte die Ligamannschaft im Jahre 1999 zurück in die Landesliga. Dort konnte man sich aber nicht halten und stieg in die Bezirksliga Nord ab. Nach einer Saison wechselte die komplette Mannschaft zum Stadtrivalen SSC Hagen Ahrensburg. Daraufhin hatte der ATSV für zwei Jahre keine Herrenmannschaft mehr, bevor sich eine neue Mannschaft gründete.

## Zeltlager
Seit 1957 bietet der Ahrensburger TSV jeden Sommer für alle jugendlichen Mitglieder im Alter von acht bis 15 Jahren eine Jugendfreizeit auf der Insel Sylt an. Im Jahr 2006 fand bereits die 50. Syltfahrt in die Hörnumer Dünen statt.

## Geschäftsführender Vorstand
Die Mitglieder des Geschäftsführenden Vorstands werden von der Mitgliederversammlung für jeweils zwei Jahre gewählt. Der aktuelle Vorsitzende ist Jürgen Westphal.